# Jalpug
Jalpug (romunsko Râul Ialpug, ukrajinsko Ялпуг) je reka v Vzhodni Evropi, ki teče od izvira pri vasi Tomai na jugozahodu Moldavije proti jugu in se po 142 km izlije v istoimensko jezero severno od delte Donave blizu obale Črnega morja. Sedem kilometrov pred izlivom prečka mejo med Moldavijo in Ukrajino, nakar teče po ozemlju Odeške oblasti. Jalpug teče prek predkambrijske planote na južnem delu zgodovinske pokrajine Besarabije, vzporedno z reko Prut, in je ena večjih rek v Moldaviji. Tok ni povsem stalen in lahko v sušnih mesecih presahne, poleti pa so ob močnejših neurjih možne poplave.
Jalpug je močno onesnažen zaradi odplak nekaj večjih naselij ob toku, kot je Komrat, in pronicanja s kmetijskih površin, saj so standardi ravnanja z odpadki v Moldaviji nizki.